# Hidrogenació
La hidrogenació és una reacció química consistent en addicionar una o més molècules d'hidrogen a un compost químic.
En el cas més freqüent, la reacció produeix una reducció de la insaturació del compost de partida. Per exemple, els dobles enllaços C=X (X= CRR’, NR o 0) esdevenen enllaços senzills CH-XH. És a dir, amb aquesta reacció un alquè és convertit en un alcà, una imina en una amina i un grup carbonil en un alcohol. Un alquí pot convertir-se en un alquè o alcà i un nitril en una imina o amina.
Un cas particular és la reacció d'alguns enllaços senzills que es trenquen per reacció amb hidrogen, en una variant de la reacció d'hidrogenació anomenada sovint hidrogenòlisi. Les reaccions d'hidrogenació requereixen l'ús d'un catalitzador, que pot ser un metall de transició o un compost d'aquests metalls, tal com platí, pal·ladi, rodi o iridi.
Les reaccions d'hidrogenació s'empren àmpliament en alguns processos industrials a gran escala. Per exemple, la hidrogenació de monòxid de carboni produeix metanol. La reacció d'hidrogenació és també emprada industrialment en la preparació de compostos en menor escala per aplicacions en química fina (fàrmacs, agroquímics, fragàncies, etc.)
La hidrogenació del greix insaturat produeix greix saturat i, en alguns casos, greix trans
Un exemple de reacció d'hidrogenació és l'addició d'hidrogen a l'àcid maleic per formar àcid succínic.